# Wereldkampioenschap superbike van Albacete 1992
Het wereldkampioenschap superbike van Albacete 1992 was de eerste ronde van het wereldkampioenschap superbike 1992. De races werden verreden op 5 april 1992 op het Circuito de Albacete nabij Albacete, Spanje.

## Race 1
| Pos | Nr  | Rijder                | Constructeur | Rondes | Tijd                | Grid | Punten |
| --- | --- | --------------------- | ------------ | ------ | ------------------- | ---- | ------ |
| 1   | 13  | Aaron Slight          | Kawasaki     | 28     | 48:45.070           | 3    | 20     |
| 2   | 1   | Doug Polen            | Ducati       | 28     | +9.650              | 6    | 17     |
| 3   | 5   | Fabrizio Pirovano     | Yamaha       | 28     | +13.120             | 15   | 15     |
| 4   | 9   | Giancarlo Falappa     | Ducati       | 28     | +29.760             | 1    | 13     |
| 5   | 48  | Daniel Amatriaín      | Ducati       | 28     | +32.080             | 5    | 11     |
| 6   | 8   | Baldassarre Monti     | Honda        | 28     | +34.140             | 14   | 10     |
| 7   | 2   | Raymond Roche         | Ducati       | 28     | +34.320             | 4    | 9      |
| 8   | 76  | Takahiro Sohwa        | Kawasaki     | 28     | +45.230             | 7    | 8      |
| 9   | 3   | Rob Phillis           | Kawasaki     | 28     | +1:00.950           | 8    | 7      |
| 10  | 16  | Juan López Mella      | Honda        | 28     | +1:10.330           | 13   | 6      |
| 11  | 4   | Stéphane Mertens      | Ducati       | 28     | +1:13.820           | 9    | 5      |
| 12  | 7   | Carl Fogarty          | Ducati       | 28     | +1:24.590           | 12   | 4      |
| 13  | 88  | Christer Lindholm     | Yamaha       | 28     | +1:30.150           | 21   | 3      |
| 14  | 6   | Terry Rymer           | Kawasaki     | 28     | +1:32.400           | 10   | 2      |
| 15  | 20  | Jean-Yves Mounier     | Yamaha       | 28     | +1:37.950           | 27   | 1      |
| 16  | 35  | Andreas Hofmann       | Kawasaki     | 28     | +1:50.410           | 31   |        |
| 17  | 12  | Jeffry de Vries       | Yamaha       | 27     | +1 ronde            | 24   |        |
| 18  | 106 | Karl Truchsess        | Kawasaki     | 27     | +1 ronde            | 33   |        |
| 19  | 11  | Udo Mark              | Yamaha       | 27     | +1 ronde            | 20   |        |
| 20  | 30  | Gastone Grassetti     | Ducati       | 27     | +1 ronde            | 26   |        |
| 21  | 94  | Christophe Guyot      | Honda        | 27     | +1 ronde            | 29   |        |
| 22  | 51  | Antonio García        | Yamaha       | 27     | +1 ronde            | 22   |        |
| 23  | 19  | Edwin Weibel          | Ducati       | 27     | +1 ronde            | 23   |        |
| 24  | 49  | Marc Grau             | Yamaha       | 26     | +2 ronden           | 30   |        |
| DNF | 83  | John Reynolds         | Kawasaki     | 19     | Uitgevallen         | 11   |        |
| DNF | 84  | Ian Simpson           | Kawasaki     | 16     | Uitgevallen         | 36   |        |
| DNF | 28  | Piergiorgio Bontempi  | Kawasaki     | 15     | Uitgevallen         | 17   |        |
| DNF | 31  | Anton Heiler          | Yamaha       | 14     | Uitgevallen         | 34   |        |
| DNF | 87  | Matt Llewellyn        | Yamaha       | 11     | Uitgevallen         | 32   |        |
| DNF | 68  | Fabrizio Furlan       | Ducati       | 11     | Uitgevallen         | 16   |        |
| DNF | 58  | Florian Ferracci      | Ducati       | 8      | Uitgevallen         | 25   |        |
| DNF | 69  | Virginio Ferrari      | Ducati       | 7      | Uitgevallen         | 18   |        |
| DNF | 17  | Scott Russell         | Kawasaki     | 6      | Uitgevallen         | 2    |        |
| DNF | 34  | Ernst Gschwender      | Kawasaki     | 4      | Uitgevallen         | 19   |        |
| DNF | 93  | Peter Rubatto         | Yamaha       | 3      | Uitgevallen         | 35   |        |
| DNF | 67  | Vittorio Scatola      | Kawasaki     | 3      | Uitgevallen         | 28   |        |
| DNQ | 54  | Richard Arnaiz        | Honda        | 0      | Niet gekwalificeerd |      |        |
| DNQ | 43  | René Rasmussen        | Yamaha       | 0      | Niet gekwalificeerd |      |        |
| DNQ | 50  | José María Sagardogui | Honda        | 0      | Niet gekwalificeerd |      |        |
| DNQ | 99  | Massimo Broccoli      | Kawasaki     | 0      | Niet gekwalificeerd |      |        |
| DNQ | 60  | Jehan d'Orgeix        | Kawasaki     | 0      | Niet gekwalificeerd |      |        |
| DNQ | 104 | Árpád Harmati         | Yamaha       | 0      | Niet gekwalificeerd |      |        |
| DNQ | 41  | Andreas Meklau        | Ducati       | 0      | Niet gekwalificeerd |      |        |
| DNQ | 32  | Thomas Franz          | Honda        | 0      | Niet gekwalificeerd |      |        |
| DNQ | 72  | Aldeo Presciutti      | Kawasaki     | 0      | Niet gekwalificeerd |      |        |
| DNQ | 61  | Marc Granié           | Yamaha       | 0      | Niet gekwalificeerd |      |        |
| DNQ | 56  | Bruno Bonhuil         | Yamaha       | 0      | Niet gekwalificeerd |      |        |
| DNQ | 97  | Mauro Lucchiari       | Ducati       | 0      | Niet gekwalificeerd |      |        |
| DNQ | 33  | Sven Seidel           | Suzuki       | 0      | Niet gekwalificeerd |      |        |
| DNQ | 92  | Bernd Caspers         | Ducati       | 0      | Niet gekwalificeerd |      |        |
| DNQ | 70  | Romolo Balbi          | Yamaha       | 0      | Niet gekwalificeerd |      |        |
| DNQ | 89  | Lars Wilsson          | Yamaha       | 0      | Niet gekwalificeerd |      |        |
| DNQ | 29  | Massimo Meregalli     | Yamaha       | 0      | Niet gekwalificeerd |      |        |
| DNQ | 39  | Gerhard Häberle       | Kawasaki     | 0      | Niet gekwalificeerd |      |        |
| DNQ | 86  | Trevor Nation         | Ducati       | 0      | Niet gekwalificeerd |      |        |
| DNQ | 79  | Rui Carvalho          | Kawasaki     | 0      | Niet gekwalificeerd |      |        |
| DNQ | 85  | Jim Moodie            | Kawasaki     | 0      | Niet gekwalificeerd |      |        |
| DNQ | 100 | Ugo Laudati           | Yamaha       | 0      | Niet gekwalificeerd |      |        |
| DNQ | 74  | Urs Zwicker           | Yamaha       | 0      | Niet gekwalificeerd |      |        |
| DNQ | 95  | John Barton           | Honda        | 0      | Niet gekwalificeerd |      |        |
| DNQ | 101 | Hans Fischer          | Ducati       | 0      | Niet gekwalificeerd |      |        |
| DNQ | 42  | Hans Peter Klampfer   | Yamaha       | 0      | Niet gekwalificeerd |      |        |
| DNQ | 73  | Walter Ammann         | Yamaha       | 0      | Niet gekwalificeerd |      |        |
| DNQ | 40  | Anton Berghammer      | Yamaha       | 0      | Niet gekwalificeerd |      |        |
| DNQ | 38  | Manfred Fischer       | Kawasaki     | 0      | Niet gekwalificeerd |      |        |
| DNQ | 90  | Frederik Jonsson      | Ducati       | 0      | Niet gekwalificeerd |      |        |
| DNQ | 103 | Hermann Perren        | Kawasaki     | 0      | Niet gekwalificeerd |      |        |
| DNQ | 75  | Jean-Pierre Imstepf   | Ducati       | 0      | Niet gekwalificeerd |      |        |
| DNQ | 66  | Erkka Siukola         | Yamaha       | 0      | Niet gekwalificeerd |      |        |
| DNQ | 63  | Marc Longo            | Kawasaki     | 0      | Niet gekwalificeerd |      |        |
| DNQ | 105 | Adriano Narducci      | Ducati       | 0      | Niet gekwalificeerd |      |        |
| DNQ | 78  | José Pereira          | Yamaha       | 0      | Niet gekwalificeerd |      |        |

## Race 2
| Pos | Nr  | Rijder                | Constructeur | Rondes | Tijd                | Grid | Punten |
| --- | --- | --------------------- | ------------ | ------ | ------------------- | ---- | ------ |
| 1   | 2   | Raymond Roche         | Ducati       | 28     | 46:17.740           | 4    | 20     |
| 2   | 3   | Rob Phillis           | Kawasaki     | 28     | +0.340              | 8    | 17     |
| 3   | 48  | Daniel Amatriaín      | Ducati       | 28     | +0.550              | 5    | 15     |
| 4   | 5   | Fabrizio Pirovano     | Yamaha       | 28     | +3.070              | 15   | 13     |
| 5   | 9   | Giancarlo Falappa     | Ducati       | 28     | +6.600              | 1    | 11     |
| 6   | 1   | Doug Polen            | Ducati       | 28     | +7.740              | 6    | 10     |
| 7   | 17  | Scott Russell         | Kawasaki     | 28     | +8.100              | 2    | 9      |
| 8   | 83  | John Reynolds         | Kawasaki     | 28     | +12.790             | 11   | 8      |
| 9   | 6   | Terry Rymer           | Kawasaki     | 28     | +12.970             | 10   | 7      |
| 10  | 7   | Carl Fogarty          | Ducati       | 28     | +19.340             | 12   | 6      |
| 11  | 69  | Virginio Ferrari      | Ducati       | 28     | +32.500             | 18   | 5      |
| 12  | 4   | Stéphane Mertens      | Ducati       | 28     | +48.600             | 9    | 4      |
| 13  | 68  | Fabrizio Furlan       | Ducati       | 28     | +52.370             | 16   | 3      |
| 14  | 16  | Juan López Mella      | Honda        | 28     | +57.710             | 13   | 2      |
| 15  | 88  | Christer Lindholm     | Yamaha       | 28     | +1:03.410           | 21   | 1      |
| 16  | 35  | Andreas Hofmann       | Kawasaki     | 28     | +1:07.050           | 31   |        |
| 17  | 94  | Christophe Guyot      | Honda        | 28     | +1:29.760           | 29   |        |
| 18  | 84  | Ian Simpson           | Kawasaki     | 28     | +1:30.000           | 36   |        |
| 19  | 106 | Karl Truchsess        | Kawasaki     | 28     | +1:35.810           | 33   |        |
| 20  | 20  | Jean-Yves Mounier     | Yamaha       | 27     | +1 ronde            | 27   |        |
| 21  | 34  | Ernst Gschwender      | Kawasaki     | 27     | +1 ronde            | 19   |        |
| 22  | 49  | Marc Grau             | Yamaha       | 27     | +1 ronde            | 30   |        |
| 23  | 51  | Antonio García        | Yamaha       | 27     | +1 ronde            | 22   |        |
| 24  | 87  | Matt Llewellyn        | Yamaha       | 27     | +1 ronde            | 32   |        |
| DNF | 28  | Piergiorgio Bontempi  | Kawasaki     | 24     | Uitgevallen         | 17   |        |
| DNF | 8   | Baldassarre Monti     | Honda        | 18     | Uitgevallen         | 14   |        |
| DNF | 12  | Jeffry de Vries       | Yamaha       | 15     | Uitgevallen         | 24   |        |
| DNF | 11  | Udo Mark              | Yamaha       | 14     | Uitgevallen         | 20   |        |
| DNF | 30  | Gastone Grassetti     | Ducati       | 12     | Uitgevallen         | 26   |        |
| DNF | 19  | Edwin Weibel          | Ducati       | 9      | Uitgevallen         | 23   |        |
| DNF | 93  | Peter Rubatto         | Yamaha       | 8      | Uitgevallen         | 35   |        |
| DNF | 13  | Aaron Slight          | Kawasaki     | 7      | Uitgevallen         | 3    |        |
| DNF | 76  | Takahiro Sohwa        | Kawasaki     | 4      | Uitgevallen         | 7    |        |
| DNF | 67  | Vittorio Scatola      | Kawasaki     | 3      | Uitgevallen         | 28   |        |
| DNS | 58  | Florian Ferracci      | Ducati       | 0      | Niet gestart        | 25   |        |
| DNS | 31  | Anton Heiler          | Yamaha       | 0      | Niet gestart        | 34   |        |
| DNQ | 54  | Richard Arnaiz        | Honda        | 0      | Niet gekwalificeerd |      |        |
| DNQ | 43  | René Rasmussen        | Yamaha       | 0      | Niet gekwalificeerd |      |        |
| DNQ | 50  | José María Sagardogui | Honda        | 0      | Niet gekwalificeerd |      |        |
| DNQ | 99  | Massimo Broccoli      | Kawasaki     | 0      | Niet gekwalificeerd |      |        |
| DNQ | 60  | Jehan d'Orgeix        | Kawasaki     | 0      | Niet gekwalificeerd |      |        |
| DNQ | 104 | Árpád Harmati         | Yamaha       | 0      | Niet gekwalificeerd |      |        |
| DNQ | 41  | Andreas Meklau        | Ducati       | 0      | Niet gekwalificeerd |      |        |
| DNQ | 32  | Thomas Franz          | Honda        | 0      | Niet gekwalificeerd |      |        |
| DNQ | 72  | Aldeo Presciutti      | Kawasaki     | 0      | Niet gekwalificeerd |      |        |
| DNQ | 61  | Marc Granié           | Yamaha       | 0      | Niet gekwalificeerd |      |        |
| DNQ | 56  | Bruno Bonhuil         | Yamaha       | 0      | Niet gekwalificeerd |      |        |
| DNQ | 97  | Mauro Lucchiari       | Ducati       | 0      | Niet gekwalificeerd |      |        |
| DNQ | 33  | Sven Seidel           | Suzuki       | 0      | Niet gekwalificeerd |      |        |
| DNQ | 92  | Bernd Caspers         | Ducati       | 0      | Niet gekwalificeerd |      |        |
| DNQ | 70  | Romolo Balbi          | Yamaha       | 0      | Niet gekwalificeerd |      |        |
| DNQ | 89  | Lars Wilsson          | Yamaha       | 0      | Niet gekwalificeerd |      |        |
| DNQ | 29  | Massimo Meregalli     | Yamaha       | 0      | Niet gekwalificeerd |      |        |
| DNQ | 39  | Gerhard Häberle       | Kawasaki     | 0      | Niet gekwalificeerd |      |        |
| DNQ | 86  | Trevor Nation         | Ducati       | 0      | Niet gekwalificeerd |      |        |
| DNQ | 79  | Rui Carvalho          | Kawasaki     | 0      | Niet gekwalificeerd |      |        |
| DNQ | 85  | Jim Moodie            | Kawasaki     | 0      | Niet gekwalificeerd |      |        |
| DNQ | 100 | Ugo Laudati           | Yamaha       | 0      | Niet gekwalificeerd |      |        |
| DNQ | 74  | Urs Zwicker           | Yamaha       | 0      | Niet gekwalificeerd |      |        |
| DNQ | 95  | John Barton           | Honda        | 0      | Niet gekwalificeerd |      |        |
| DNQ | 101 | Hans Fischer          | Ducati       | 0      | Niet gekwalificeerd |      |        |
| DNQ | 42  | Hans Peter Klampfer   | Yamaha       | 0      | Niet gekwalificeerd |      |        |
| DNQ | 73  | Walter Ammann         | Yamaha       | 0      | Niet gekwalificeerd |      |        |
| DNQ | 40  | Anton Berghammer      | Yamaha       | 0      | Niet gekwalificeerd |      |        |
| DNQ | 38  | Manfred Fischer       | Kawasaki     | 0      | Niet gekwalificeerd |      |        |
| DNQ | 90  | Frederik Jonsson      | Ducati       | 0      | Niet gekwalificeerd |      |        |
| DNQ | 103 | Hermann Perren        | Kawasaki     | 0      | Niet gekwalificeerd |      |        |
| DNQ | 75  | Jean-Pierre Imstepf   | Ducati       | 0      | Niet gekwalificeerd |      |        |
| DNQ | 66  | Erkka Siukola         | Yamaha       | 0      | Niet gekwalificeerd |      |        |
| DNQ | 63  | Marc Longo            | Kawasaki     | 0      | Niet gekwalificeerd |      |        |
| DNQ | 105 | Adriano Narducci      | Ducati       | 0      | Niet gekwalificeerd |      |        |
| DNQ | 78  | José Pereira          | Yamaha       | 0      | Niet gekwalificeerd |      |        |

## Tussenstanden na wedstrijd
| Pos | Nr | Rijder            | Team     | Punten |
| --- | -- | ----------------- | -------- | ------ |
| 1   | 2  | Raymond Roche     | Ducati   | 29     |
| 2   | 5  | Fabrizio Pirovano | Yamaha   | 28     |
| 3   | 1  | Doug Polen        | Ducati   | 27     |
| 4   | 28 | Daniel Amatriaín  | Ducati   | 26     |
| 5   | 3  | Rob Phillis       | Kawasaki | 24     |

1992 · 1993 · 1994 · 1995 · 1996 · 1997 · 1998 · 1999